# Macrorhynchia phoenicea
Macrorhynchia phoenicea är en nässeldjursart som först beskrevs av Busk 1852.  Macrorhynchia phoenicea ingår i släktet Macrorhynchia och familjen Aglaopheniidae. Inga underarter finns listade i Catalogue of Life.